# Atyria josephi
Atyria josephi är en fjärilsart som beskrevs av Louis Beethoven Prout 1938. Atyria josephi ingår i släktet Atyria och familjen mätare. Inga underarter finns listade i Catalogue of Life.